# Пиърсинг
Пиърсингът (на английски: piercing – пронизване, пробождане, продупчване) представлява модна декорация на различни части от тялото, постигната чрез пробиване на тъканта с цел прикрепване на различни бижутерии.
В днешно време боди пиърсингът се възприема като начин за себеизява, други го възприемат като средство за сексуална стимулация. Пробождането на тялото е и открита форма на доказване в определени неформални общности. Знаменитости в Европа и САЩ излагат на показ своите пробити части, а рок звезди и известни спортисти са модел за подражание. Пробиването на ушите остава актуално във всички времена, но с появата на хипи културата и рок-енд-рола, то се превръща в символ. Днес пиърсингът е модна тенденция сред целия поп-арт. Можем да го видим и при спортисти, актьори и дори някои политици.
На най-голяма популярност пиърсингът се радва сред младежта. В САЩ повече от половината студенти са с пробита една или друга част от тялото, при това без да се замислят за последствията, които биха могли да бъдат плачевни. Изследвания сочат, че всеки пети, който си е направил пиърсинг, е имал различни медицински усложнения. Сред тях са инфекциозни възпаления, кървене, незарастващи рани и други. Ако е нарушена технологията на стерилизация, всяко едно пробождане заплашва със заболявания като СПИН, хепатит С или заразяване на кръвта.

## История
Пиърсингът е древна форма на себеизразяване, която немалко култури са практикували в една или друга епоха от развитието си. В древния Египет пиърсингът е белег на социален статус и елемент от красотата на индивида. Първите данни за боди пиърсинг са от намерена мумия с пиърсинг на ухото от 4000 – 5000 г. преди Христа. Известно е, че египтяните са обичали да украсяват телата си, като някои видове телесен пиърсинг са били предназначени само и единствено за кралското семейство. Само фараонът в знак на мъжество и смелост можел да има пробит пъп. Екзекуция грозяла всеки индивид от простолюдието, който се опитвал да си сложи халка на пъпа. Почти всеки заможен египтянин носел обеци, за да демонстрира богатството си и да подчертае красотата си. Изкусно изработените емайлирани и златни обеци често изобразявали природни елементи. Често срещан мотив са цветовете на лотоса.
За пиърсинг на носа се споменава за първи път в Библията. От Стария завет става ясно, че телесните украшения са считани за признак на красота и богатство, особено що се отнася до бедуинските и номадските племена. В много случаи този тип бижутерия бил връчван като сватбен подарък или като част от зестрата. В библейските времена пиърсингът е знак за статус и привлекателност. Като практични хора, древните римляни търсели ползата от пиърсинга не само в придаване на привлекателност на тялото. Римските центуриони пробивали зърната на гърдите си, за да демонстрират издръжливост и мъжество. По този начин те доказвали и предаността си към Римската империя. Пиърсингът като символ обединявал и сплотявал армията. Дори великият Юлий Цезар е имал пробити зърна, с което демонстрирал както своята издръжливост, така и принадлежността си към легионите, които командвал. В Древен Рим е познат и гениталният пиърсинг, на който били подлагани гладиаторите – роби. От една страна, това било начин да бъдат предпазени половите им органи в боя – те бивали прикрепвани чрез халка и ремък към тялото. Освен това пиърсингът не позволявал на роба да прави секс без съгласието на своя собственик. Тъй като гладиаторите били считани за частна собственост, за високо оценената възможност на най-добрите бойци да създадат поколение, можело да бъде искана такса от други робовладелци.
По приблизително същото време, от другата страна на океана, висшите жреци на Ацтеките, Маите от Централна Америка и някои племена от Северна Америка практикували пробиване на езика като част от своите религиозни ритуали. Считало се, че това ги приближава до техните богове, а освен това пробиването на езика било и вид ритуално кръвопускане. Като войнствени племена, ацтеките и маите практикували и пробиване на носа, за да изглеждат по-свирепи за враговете си. Нищо не изглеждало по-ужасяващо от противник, носещ голям глигански зъб, промушен през носа му. Тази практика била обичайна и сред племената в Нова Гвинея и Соломоновите острови. Най-широко използваните материали са кости, зъби и пера.
В Централна и Южна Америка накити, промушени през долната устна, били популярни по чисто естетични причини – жени с пробити устни били считани за по-привлекателни. Тези дупки често били разширявани до забележителни размери, като били поставяни все по-големи дървени пластинки с цел да се подчертаят устните колкото се може повече. Ацтеките и маите също носели златни и нефритени украшения на устните си, много от които изкусно оформени като митични фигури. Те били считани за много атрактивни и повишаващи сексуалността.
С навлизането на света в мрачните векове на Средновековието интересът към пиърсинга замира, а църквата заклеймява тези практики като греховни. За няколкостотин години западната цивилизация ги изоставя. С разцвета на Ренесанса обаче интересът към пиърсинга се възражда отново. По онова време моряците били убедени, че пиърсинг на едното ухо подобрява способността им да виждат надалеч и затова гледката на моряк със златна или месингова халка става нещо обичайно. Разпространено е и схващането, че ако моряк след корабокрушение бъде изхвърлен мъртъв на брега, този който намери трупа, има право да задържи златната халка, а в замяна на това да осигури на мъртвия християнско погребение. Моряците били доста суеверни и харчели немалко пари за големи златни обеци, за да се подсигурят срещу превратностите на съдбата.
В епохата на Ренесанса мъжете започват да обръщат по-голямо внимание на модата. Почти всеки мъж от аристократичното общество имал поне една обеца. Големите перлени и диамантени висулки стават популярен начин за демонстрация на богатство и високо обществено положение. Те означавали и височайше покровителство, ако били дарени от член на кралското семейство. Жените не желаели да бъдат засенчвани от мъжете и започнали да носят дълбоки деколтета и да си пробиват зърната на гърдите, за да демонстрират своите бижута. Скоро започват да носят верижки и дори нанизи от перли, провесени между двете зърна. И мъжете, и жените откриват, че тези украшения на зърната са освен всичко друго и възхитителни играчки в леглото, добавят чувственост и придават на акта визуална и сетивна стимулация.
По-късно, през Викторианската епоха, сред мъжете станал модерен пиърсингът по гениталиите. Жените също не останали по-назад.
В последните стотина години телесният пиърсинг в западния свят е ограничен почти изцяло само до ушите – остатък от времената на кралица Елизабет, когато мъже и жени носели обеци. Пуританското движение успяло да отхвърли обичая мъжете да носят обеци и тази практика не възобновява популярността си. Носните халки стават популярни през 60-те години на миналия век, когато американските хипита започнали да пътуват до Индия, търсейки просветление. Те видели колко популярни са халките, които повечето жени носели на носа си още от 16 век. В Индия това е форма на традиционно възприета украса, като тези халки често били свързвани с обеците чрез верижка. За бунтарски настроените американски младежи това става форма на демонстрация на свободен дух и предизвикателство към закостенелите порядки в обществото. След като пиърсингът на носа се връща в Америка, интересът към този тип телесни украшения от всякакъв вид бързо се възобновява през 80-те и 90-те години на миналия век. Известни личности от шоубизнеса и спортисти практикуват различни видове пиърсинг. Скоро ученици – тийнейджъри и дори домакини започват да пробиват телата си на какви ли не места

## Видове пиърсинг
Пробождането на тялото би могло да се осъществи по всички свободни места от него.

### Пиърсинг по главата

#### Пиърсинг на ушите
Може би най-традиционният вид пробождане на част от тялото е това на ушите. Не трябва да се забравя обаче, че по ушите има много ключови точки, които не бива да бъдат засегнати при съответната манипулация, защото това би имало недобри последствия за здравето на човека. Пиърсингът по ушите бива:
- Лоуб (на английски: Lobe) – класическо поставяне на пиърсинг на меката част на ухото.
- Флеш (на английски: Flesh) – това е особен вид разширяване на дупката, направена в ухото.
- Хеликс (на английски: Helix) – вид пробождане в горната външна част на ушния хрущял.
- Анти-хеликс (на английски: Anti-helix) – пиърсинг, който се позиционира точно срещу хеликс.
- Пинч (на английски: Pinch) – подобен на флеш, но тук се прави уголемяване на дупката на ухото, чрез хирургическо отстраняване на тъканта.
- Трагус (на английски: Tragus) – поставя се върху издадената вътрешна част на ухото.
- Анти-трагус (на английски: Anti-tragus) – поставя се от противоположната страна на трагус.
- Руук (на английски: Rook) – поставя се над анти-трагус.
- Дейт (на английски: Daith) – поставя се над трагус.
- Снъг (на английски: Snug) – минава през два хрущяла на ухото.
- Конч (на английски: Conch) – поставя се от вътрешната хрущялна страна на ухото.
- Индъстриъл (на английски: Industrial) – свързва две дупки на ухото с дълъг барбел.
- Орбитъл (на английски: Orbital) – свързва две дупки на ухото с една халка.

#### Пиърсинг на носа
Пиърсингът на носа е болезнена манипулация, водеща до хрема и други неприятни последствия, пробиването на носа е модерно в днешно време от 80-те години. Съществуват четири вида пиърсинг на носа:
- Нострил (на английски: Nostril) – класическо поставяне на пиърсинг на страничната долна част на носа.
- Септум (на английски: Septum) – разполага се по средата на предната долна част на носа.
- Септрил (на английски: Septril) – минава вертикално през септума, за да достигне до центъра на носа.
- Бридж (на английски: Bridge) – разполага се хоризонтално в средната или горната част на носа.

- Различни видове пиърсинг на носа

#### Пиърсинг на езика
Езикът също много често бива пробиван. Пиърсингът на езика е може би най-болезнената процедура от изброените. Обикновено се дупчи по средата на около 2 cm от върха на езика. Пробиват се също мъжецът, юздичките под езика, и между венците и устните. Задължително е процедурата да се извърши от професионалист, защото езикът е мускул, през който минават вени и нерви и засягането им е опасно. Обикновено след операцията (траеща около 1 – 2 минути) езикът се подува и добива двойно по-голям размер от нормалния. Заздравява за 2 – 3 седмици. Неприятно следствие от пробиването на езика е загубата на голяма доза вкусови рецептори. Поради мускулният строеж на езика пиърсингът оставен без чуждо тяло заздравява най-бързо от останалите видове, като е възможно белегът да изчезне нацяло.
- Различни видове пиърсинг на езика

#### Пиърсинг на устните
Съществуват следните видове пиърсинг на устните:
- Лабрет (на английски: Labret) – пробива се средната част на долната или горната устна. Той може да бъде поставен вертикално, както и хоризонтално през устните.
- Лип плейт (на английски: Lip plate) – на принципа на флеш при ухото се поставя пиърсинг на или под долната устна чрез хирургическо отстраняване на тъкан.
- Медуза (на английски: Medusa) – разполага се по средата над горната устна.
- Монро (на английски: Monroe) – разполага се вляво, или вдясно над горната устна.

- Различни видове пиърсинг на устните

#### Пиърсинг на веждите
Веждата може да бъде пробита по един от следните четири начина:
- Вертикален (на английски: Vertical) – поставя се вертикално отстрани или по протежение на веждата.
- Хоризонтален (на английски: Horizontal) – поставя се хоризонтално отстрани или по протежение на веждата.
- Анти (на английски: Anti) – разполоага се под очната орбита, точно на върха на скулите.
- Бридж (на английски: Bridge) – позиционира се хоризонтално между очите, над бридж при носа.

- Различни видове пиърсинг на веждите

#### Пиърсинг на черепа
При т. нар. брейн-пиърсинг (на английски: brain piercing) манипулацията е следната: в черепа се пробиват две дупки, през които с изкривена игла се вкарва халка. Смисълът на този вид пиърсинг е, че тази халка притиска мозъчните тъкани и способства за отделянето в кръвта на химични съединения, предизвикващи еуфория. Това е особено рискован вид пиърсинг с опасни последици, водещи дори до смърт.

### Пиърсинг по тялото

#### Пиърсинг на пъпа
При този вид пиърсинг е задължително да има достатъчно кожа, която да се пробие. Разположението може да е хоризонтално или вертикално, от горната или долната страна, както и отстрани на пъпа. Неприятното при него е, че зарастването на раната е трудно и продължително, както и възможността от поява на евентуални други инфекциозни заболявания. За пълното му заздравяване са необходими от 5 до 12 месеца.
- Различни видове пиърсинг на пъпа

#### Интимен пиърсинг
Както при жените, така и при мъжете, интимният пиърсинг може да е на зърната на гърдите или по гениталиите. Зърното може да се пробие вертикално, хоризонтално или по диагонал според предпочитанията, като процедурата е доста болезнена.
- Пиърсинг на зърната на гърдите при жените

При гениталният пиърсинг пробиването се извършва по половите органи, както и по тялото в областта на ануса, перинеума и срамното възвишение.

#### Сърфейс пиърсинг
Това е пиърсинг по останалата част от тялото – ръце, крака, рамена, врат, гръб и пр. Много е трудно той да се запази за по-дълго време, тъй като тялото понякога само изхвърля чуждите тела.
- Различни видове сърфейс пиърсинг

### Нестандартен пиърсинг
Към тази група спадат пиърсинги, като такива в окото, зъбите и др.

## Пиърсинг бижута
Пиърсинг бижутата могат да са най-различни. Най-често използваните са:
- Затворена обеца с топче (на английски: Captive bead ring) – халка, за чието затваряне се използва топче, което се задържа от пружиниращото свойство на метала.
- Барбел (на английски: Barbell) – състои се от лост, който в двата си края има резба, на която се завинтва топче, конус или друг накрайник. Резбата може да е външна или вътрешна. Формата на барбела може да е права, леко извита или с формата на халка.
- Сърфейс бар (на английски: Surface Bar) – използва се при сърфейс пиърсинга. Най-често двата му края са под ъгъл 90 градуса с основната част. Затварянето на обецата става чрез резба.
- Флеш тунели (на английски: Flesh tunnels) – използват се при разширяване на флеш пиърсинг. Формата им е кръгла или елипсовидна.

- Различни видове пиърсинг бижута

### Материали
Основните материали от които се изработват пиърсинг бижута са: медицинска стомана, титан, злато, ниобий, тефлон, силикон, стъкло и дърво.

## Рискове при носенето на пиърсинг
Всички видове пиърсинг крият освен своите рискове при поставянето им, така и впоследствие. Възможните усложнения и проблеми, които могат да настъпят са алергии, инфекции, циреи, синини, белези и др.
Алергичната реакция може да възникне при контакт с алергена независимо от мястото на пробиването. Тя може да е лека (сърбежи и обриви) и животозастрашаваща. Алергени могат да са никела, използваните дезинфекциращи препарати, лейкопласт, латекс, обезболяващи и антибиотици (при лекуване на инфекции). По данни на Американската академия по дерматология расте броят на алергичните реакции към никела, който често влиза в състава на използваните украшения. Допирът на метала до кожата дава „зелена светлина“ на причинителите на много болести и често желанието да си по-оригинален се превръща в алергия и даже във възпаление на лицевия нерв. Любителите, пробиващи езика си, рискуват да получат не само локално възпаление или заразяване, но поставят под заплаха общото физическо състояние на организма си. Заради едно малко чуждо тяло, поставено на езика може да се стигне до инфекция, затруднено дишане, бързо разрушаване на емайла на зъбите, дори дефекти в речта. Също така хепатит В и С и други опасни инфекции могат да проникнат в организма при използването на нестерилни украшения.
Циреите са твърди и болезнени образувания, които се появяват най-често на мястото, където обецата излиза от кожата.
Вследствие на засягане на малки кръвоносни съдове, както от иглата, така и от форцепса, ако е стегнат прекалено много, могат да се получат и синини.
При флешовете на ухото, при ненапълно зарастнали дупки и прекалено увеличаване на размера (или и двете в комбинация), тъканта често се разкъсва и се получават малки разрезчета в дупката.

## Световен рекорд по пиърсинг
Бразилката Илейн Дейвидсън е жената, притежаваща най-много пиърсинги по лицето и тялото си. Илейн, която е медицинска сестра от Единбург, прави първия си пиърсинг през 1997 г. Увлечението ѝ преминава в страст, а страстта ѝ я превръща в световен рекордьор в тази категория. През 2000 г., когато Книгата на рекордите Гинес ѝ присъжда титлата, тя има 462 пиърсинга, от които 192 са по лицето. През 2009 г. тя има вече 6 005 пиърсинга, като над 1 500 от тях са „вътрешни“. През март 2010 г. Дейвидсън има общо 6 725 пиърсинга, към март 2012 г. те са над 9 000, а към май 2016 г. тя разполага с 9 800.
Дейвидсън твърди, че не обича да я дупчат, и че страда в името на изкуството и световния рекорд.